# Rhinobatos variegatus
Rhinobatos variegatus es una especie de peces de la familia Rhinobatidae en el orden de los Rajiformes.

## Reproducción
Es ovíparo.

## Distribución geográfica
Se encuentra en las  costas de la India.